# Sportler des Jahres 1991 (Deutschland)
Die Sportler des Jahres 1991 in Deutschland wurden von den Fachjournalisten gewählt und am Jahresende im Kurhaus von Baden-Baden ausgezeichnet. Veranstaltet wurde die Wahl zum 45. Mal von der Internationalen Sport-Korrespondenz (ISK).

## Männer
| Platz | Sportler           | Sportart       | Punkte | Erfolge 1991                                                     |
| ----- | ------------------ | -------------- | ------ | ---------------------------------------------------------------- |
| 1.    | Michael Stich      | Tennis         | 2611   | Sieger Wimbledon                                                 |
| 2.    | Boris Becker       | Tennis         | 1905   | Sieger Australian Open, Finale Wimbledon, Halbfinale French Open |
| 3.    | Jörg Hoffmann      | Schwimmen      | 1154   | Weltmeister 400 u. 1500 Meter Freistil                           |
| 4.    | Michael Schumacher | Formel 1       | 0963   |                                                                  |
| 5.    | Mark Kirchner      | Biathlon       | 0932   | Weltmeister Einzel, Sprint u. mit Staffel, Weltcup-Zweiter       |
| 6.    | Ralf Büchner       | Turnen         | 0771   | Weltmeister Reck, Dritter mit Mannschaft                         |
| 7.    | Thomas Lange       | Rudern         | 0701   | Weltmeister Einer                                                |
| 8.    | Lars Riedel        | Leichtathletik | 0579   | Weltmeister Diskuswurf                                           |
| 9.    | Helmut Bradl       | Motorradsport  | 0509   | Weltmeisterschaftszweiter 250-cm²-Klasse                         |
| 10.   | Georg Hackl        | Rennrodeln     | 0472   | Weltmeisterschaftszweiter, Weltcup-Zweiter                       |

## Frauen
| Platz | Sportler        | Sportart       | Punkte | Erfolge 1991 |
| ----- | --------------- | -------------- | ------ | --- |
| 1.    | Katrin Krabbe   | Leichtathletik | 4017   | Weltmeisterin 100-Meter- u. 200-Meter-Lauf, Dritte mit 4-mal-100- u. 4-mal-400-Meter-Staffel                                      |
| 2.    | Heike Henkel    | Leichtathletik | 3141   | Weltmeisterin Hochsprung |
| 3.    | Steffi Graf     | Tennis         | 2208   | Siegerin Wimbledon, Halbfinale French Open u. US Open                                                                             |
| 4.    | Sabine Braun    | Leichtathletik | 1336   | Weltmeisterin Siebenkampf |
| 5.    | Anke Huber      | Tennis         | 0568   | Viertelfinale Australian Open |
| 6.    | Jutta Müller    | Windsurfen     | 0509   | Weltmeisterin drei Disziplinen |
| 7.    | Heidi Mohr      | Fußball        | 0499   | Europameisterin u. Weltmeisterschaftsvierte mit Nationalmannschaft, Zweite der WM-Torschützenliste, Bundesliga-Torschützenkönigin |
| 8.    | Gunda Niemann   | Eisschnelllauf | 0472   | Weltmeisterin Mehrkampf, Weltcupsiegerin 1500 Meter                                                                               |
| 9.    | Susi Erdmann    | Rennrodeln     | 0405   | Weltmeisterin Einzel u. mit Team                                                                                                  |
| 10.   | Heike Drechsler | Leichtathletik | 0329   | Weltmeisterschaftszweite Weitsprung                                                                                               |

## Mannschaften
| Platz | Sportler                               | Sportart      | Punkte | Erfolge 1991                             |
| ----- | -------------------------------------- | ------------- | ------ | ---------------------------------------- |
| 1.    | 1. FC Kaiserslautern                   | Fußball       | 3084   | Deutscher Meister                        |
| 2.    | Deutschland-Achter                     | Rudern        | 3017   | Weltmeister                              |
| 3.    | Bahnrad-Vierer                         | Bahnradsport  | 2291   | Weltmeister                              |
| 4.    | Biathlonstaffel                        | Biathlon      | 1245   | Weltmeister                              |
| 5.    | Fußballnationalmannschaft Frauen       | Fußball       | 1017   | Europameister, Weltmeisterschaftsvierter |
| 6.    | 4-mal-200-Meter-Freistilstaffel Männer | Schwimmen     | 0735   | Weltmeister                              |
| 7.    | Tischtennismannschaft Männer           | Tischtennis   | 0571   | Viertelfinale Weltmeisterschaft          |
| 8.    | Dressur-Equipe                         | Dressurreiten | 0535   | Europameister                            |
| 9.    | Hockeynationalmannschaft Männer        | Hockey        | 0502   | Europameister, Sieger Champions Trophy   |
| 10.   | Bobteam Wolfgang Hoppe                 | Bobsport      | 0479   | Weltmeister                              |